# Beit Sahour
Beit Sahour, oficialment Beit Sahur (àrab: بيت ساحور, Bayt Sāḥūr) és una ciutat palestina de la governació de Betlem, a Cisjordània, situada 10 kilòmetres al sud de Jerusalem. Segons l'Oficina Central Palestina d'Estadístiques tenia 15.565 habitants el 2016, la segona ciutat més gran de la demarcació després de Betlem, el 80% cristians (la majoria ortodoxos) i el 20% musulmans.
Hi ha dos recintes a la part oriental de Beit Sahour que són reclamats per diferents denominacions cristianes com el "Camp de pastors": un pertanyent a l'església ortodoxa oriental i l'altre, el lloc catòlic, a la Custòdia franciscana de Terra Santa.
El nom Beit Sahur pertany a dos llocs propers al veïnatge: Beit Sahur al-Atiqah ("l'antiga Beit Sahur") i Beit Sahur an-Nasara ("Beit Sahur dels cristians").

## Beit Sahur al-Atiqah
Beit Sahur al-Atiqah (graella palestina 171/123) envolta la tomba del xeic Ahmad al-Sahuri, un sant local de qui la tribu local àrab dels al-Sawahirah se n'atribueix el nom. Els sawahirah son originaris del Hejaz i entraren a Palestina a través d'al-Karak. Mujir al-Din menciona aquest lloc en la biografia d'un erudit musulmà Sha'ban bin Salim bin Sha'ban, qui va morir a Beit Sahur al-Atiqah en 1483 a l'edat de 105 anys.
En 1596 Beit Sahour al-Wadi apareixia als registres fiscals otomans com una vila de la nàhiya d'al-Quds del liwà homònim. Beit Sahour al-Wadi tenia 40 llars musulmanes. Els vilatans pagaven impostos sobre el blat, l'ordi, les vinyes o fruiters, i les cabres o els ruscs.
El lloc fou visitat per l'explorador francès Guerin en 1863 que el situava a 40 minuts al sud-est de Jerusalem, una curta distància al sud de la vall de Qidron.
Una llista de viles otomanes de 1870 mostrava que Beit Sahour et-Tahta («la baixa Beit Sahour») tenia 66 habitants en 17 cases, tot i que el recompte de població només incloïa homes.
En 1883 el Survey of Western Palestine (SWP) del Fons per a l'Exploració de Palestina va descriure el lloc com: «Ruïnes d'una vila amb pous i un mukam.» Clermont-Ganneau hi va trobar nombroses tombes antigues en el segle xix.

## Beit Sahur an-Nasara

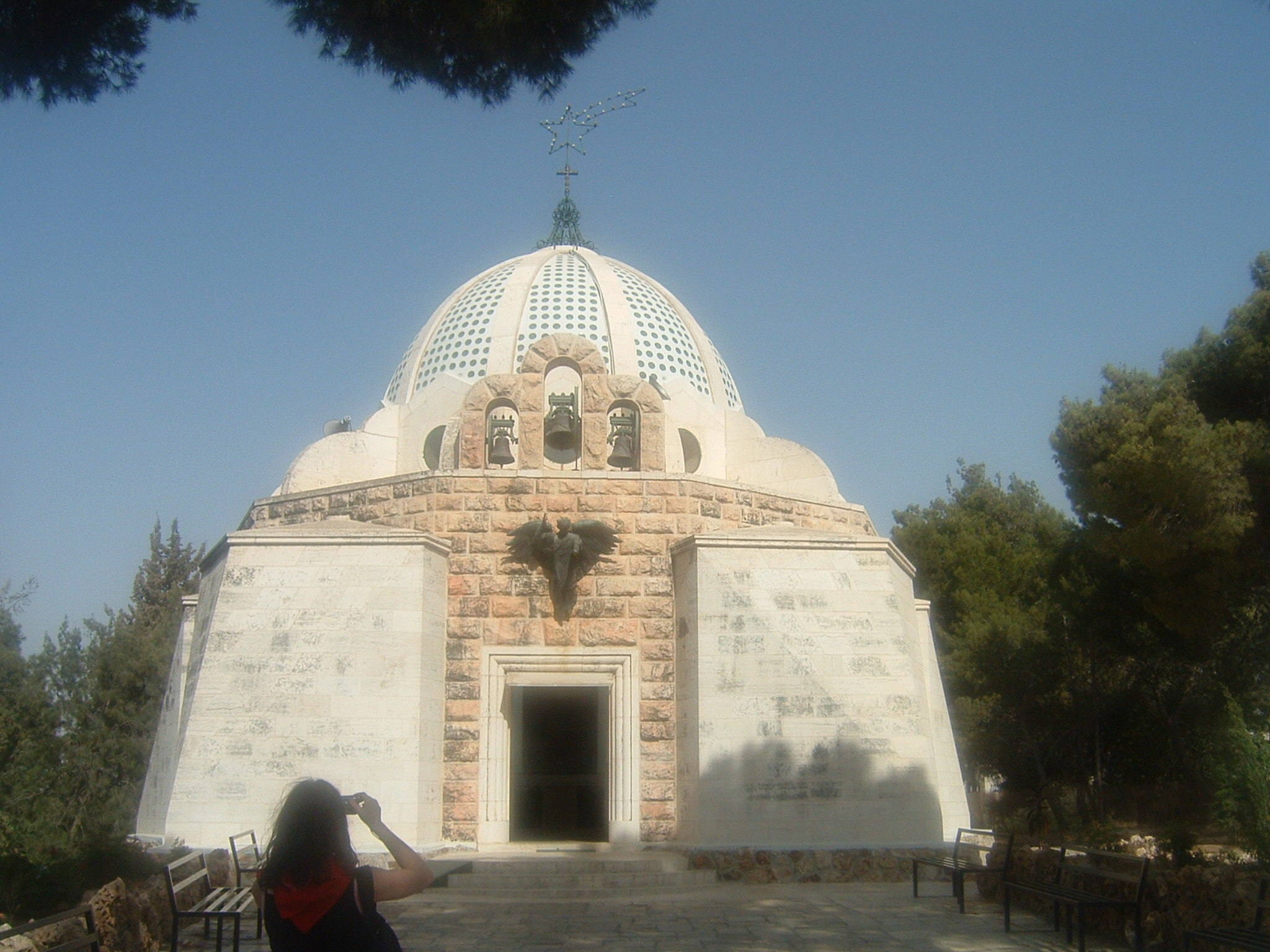
Església del Camp del Pastor

Beit Sahour (graella palestina 170/123) es considera que és a prop del lloc on, d'acord amb el Nou Testament, un àngel anuncia el naixement de Jesús al pastors. Segons la tradició, Santa Helena hi va construir un convent, que avui es coneix com la cova del pastor. Els franciscans hi adquiriren un santuari el 1347.

### Època otomana
Beit Sahour, com la resta de Palestina, va ser incorporada a l'Imperi Otomà en 1517, i en el cens de 1525-6 (932 AH), Beit Sahur an-Nasara tenia 5 llars cristianes i 7 llars musulmanes, incrementades en 1538-9 (945 AH) a 8 llars cristianes i 8 llars musulmanes. Pel 1553-4 (961 AH) es registraren 13 llars cristianes i 21 llars musulmanes, i en 1562-3 (970 AH) 9 llars cristianes i 17 llars musulmanes. En 1596, Beit Sahur an-Nasara fou registrada com a vila de la nàhiya d'al-Quds, al liwà homònim, amb una població total de 24 llars; 15 musulmanes i 9 cristianes. La vila pagava taxes sobre els mateixos productes que els vilatans de Beit Sahur al-Atiqah.
Els Franciscans van deixar de celebrar els serveis religiosos al santuari del Camp del Pastor al voltant de 1820. El 1864 es va completar una nova església i escola catòlica. Un llistat de viles otomanes del 1870 va mostrar que Beit Sahour el-Foka («l'alt Beit Sahour») tenia 37 «llatins» en 11 cases, i 187 «grecs» en 48 cases, mentre que Beit Sahour et-Tahta tenia 190, en 76 cases. La població només quantificava homes.
En 1883 el Survey of Western Palestine (SWP) del Fons per a l'Exploració de Palestina va descriure Bait Sahour: «Aquest poble és una espècie de suburbi de Betlem, situat a la mateixa serralada, amb l'ample altiplà a l'est del conegut com a "Camp del Pastor"... [amb] la petita església grega de la Gruta del Pastor, un capella subterrània formada per 20 graons, amb imatges i mosaic. Sobre la volta es troben ruïnes amb un altar llatí. Bait Sahur conté una casa moderna i ben construïda pertanyent a la cúria llatina, envoltada d'oliveres i vinyes.»
En 1896 es va estimar que la població de Bet Sahur era d'unes 861 persones. Un text de construcció, datat el 1897, gravat a la llinda d'una porta al carrer del municipi ha estat examinat i es va trobar que era un poema en un naskh cristià del segle xix.

### Època del Mandat Britànic
En el cens de Palestina de 1922, organitzat per les autoritats del Mandat Britànic, la població de Bait Sahour era de 1.519 habitants; 285 musulmans i 1.234 cristians, incrementats en el cens de 1931 a 1.942; 395 musulmans i 1.547 cristians, en un total de 454 cases.
En el cens de 1945 la població de Beit Sahour era de 2.770; 370 musulmans i 2.400 cristians, que posseïen 6,946 (rurals) i 138 (urbans) dúnams de terra, segons una enquesta oficial de terra i població. 1,031 dúnams eren plantacions i terra de rec, 3,641 per a cereals, mentre que 100 dúnams eren sòl edificat.

### Després de 1948
En la vespra de guerra araboisraeliana de 1948, i després dels acords d'armistici araboisraelians de 1949, Beit Sahour fou ocupada pel regne haixemita de Jordània. Després de la Guerra dels Sis Dies de 1967 va romandre sota l'ocupació israeliana.
Beit Sahour és un centre d'activisme polític palestí. La ciutat va tenir un paper clau a la Primera i a les Segones Intifades, amb activistes locals pioners en tècniques de resistència no violenta. Durant la Primera Intifada i la Segona Intifada, el Centro Palestí de Relacions entre Pobles (PCR) amb seu a Beit Sahour va encoratjar l'activisme no violent sota l'ègida del Moviment Internacional de Solidaritat. George Rishmawi és director de PCR. Durant la Primera Intifada, el Centro Palestí de Relacions entre els pobles va emetre una invitació als israelians de bona voluntat a venir a passar un cap de setmana (Shabbat) a les llars palestines utilitzant el lema "Trencar Pa, No Ossos".
L'Alternative Information Center també es basa parcialment a la ciutat. Elias Rishmawi, membre del consell de Beit Sahour, és cofundador, juntament amb Ghassan Andoni, Majed Nassar, Rifat Odeh Kassis i Jamal Salameh, del Grup de Turisme Alternatiu (ATG), un organització no governamental especialitzada en visites als territoris palestins, on la collita d'olives s'utilitza com a teló de fons per mostrar els efectes de l'ocupació israeliana i la confiscació de terres sobre la població palestina.

## Economia
L'economia de la ciutat es basa principalment en el turisme i les indústries relacionades, com ara la fabricació de talles de fusta d'olivera. L'agricultura i el treball a Israel també tenen un paper important. La ciutat va tenir un paper destacat en el projecte nacional palestí Bethlehem 2000, ja que es van dur a terme reformes de llocs turístics, hotels i negocis i llocs històrics abans de les celebracions del mil·lenni.
Durant la Primera Intifada, els residents de la ciutat havien intentat desenvolupar la seva pròpia indústria làctia, una mesura resistida per les autoritats israelianes. Aquests esforços van ser documentats en la pel·lícula de 2014 The Wanted 18, codirigida pel cineasta palestí Amer Shomali i el canadenc Paul Cowan.
El desenvolupament social i econòmic va ser interromput per la Segona Intifada.

## Agermanaments
Beit Sahour és agermanada amb
| Ciutat                | País        | Data |
| --------------------- | ----------- | ---- |
| Al Manama             | Bahrain     | 1990 |
| Fiorenzuola d'Arda    | Italy       | 1990 |
| Roman                 | France      | 1995 |
| Korydallos            | Greece      | 2000 |
| Opsterland            | Netherlands | 2000 |
| Concon                | Chile       | 2001 |
| Laconi                | Italy       | 2001 |
| Província de Piacenza | Italy       | 2003 |
| Rimini                | Italy       | 2003 |
| Quatro-Castella       | Italy       | 2005 |
| Vaulx-en-Velin        | France      | 2006 |
| Fuheis                | Jordan      | 2008 |
| Mira                  | Italy       | 2008 |
| Anghiari              | Italy       | 2009 |
| Clichy                | France      | 2009 |
| Doha                  | Qatar       | 2009 |
| San Fernando          | Chile       | 2009 |
| Xanten                | Alemanya    | 2011 |
| Alba Iulia            | Romania     | 2015 |
| Utena                 | Lituània    | 2015 |